# Battaglia di India Muerta
La battaglia di India Muerta fu uno scontro armato combattuto il 18 novembre 1816 nei pressi del torrente India Muerta, nel dipartimento di Rocha, attuale Uruguay. In essa l'avanguardia dell'esercito del Regno Unito di Portogallo, Brasile e Algarve, comandata da Sebastião Pinto de Araújo Correia, ottenne la vittoria sulle milizie a difesa del territorio della Banda Oriental guidate da Fructuoso Rivera.
La battaglia sancì la sconfitta del più importante contingente della Provincia Orientale posto a contrastare l'invasione dell'esercito di Carlos Frederico Lecor, che riuscì in tal modo a proseguire la sua avanzata verso Montevideo.

## Antefatti
Mentre sul fronte settentrionale falliva la controffensiva studiata da José Gervasio Artigas, l'invasione luso-brasiliana della Provincia Orientale proseguiva verso sud con l'obbiettivo di raggiungere la città di Montevideo. Il generale Carlos Frederico Lecor aveva invaso da agosto il territorio della Banda Oriental, occupando la fortezza di Santa Teresa; la sua avanguardia, guidata dal maresciallo di campo Sebastião Pinto de Araújo Correia, era composta da 1400 fanti, 500 cavalieri e 4 pezzi d'artiglieria.
Dopo aver assicurato l'invasione del grosso dell'esercito, Araújo Correia occupò il 5 settembre la città di Castillos; il comandante orientale Fructuoso Rivera, che ne seguiva i movimenti, nell'occasione gli mandò contro una pattuglia di 300 persone al seguito del capitano Julián Muniz, che a seguito di un attacco a sorpresa riuscì a provocare la perdita di 6 uomini al nemico. Il 24 settembre, però, lo stesso Muniz fu sorpreso dai luso-brasiliani sul torrente Chafalote e la sua pattuglia subì numerose perdite. Accampato con 1300 uomini sul torrente chiamato Arroyo del Alférez, sul fianco sinistro della colonna di Araújo Correia, Rivera continuò a promuovere piccole azioni di disturbo nei confronti delle truppe nemiche.

## La battaglia
La notte del 18 novembre 1816, Rivera inviò due sue pattuglie rispettivamente a nord e ad est della colonna luso-brasiliana, con l'obbiettivo di attirarla in una trappola; nello stesso momento, con il grosso delle sue forze attraversò i torrenti Sarandí de la Paloma e India Muerta per cogliere il nemico alle spalle. Operata la manovra, si lanciò contro l'avanguardia portoghese schierando la fanteria al centro dello schieramento e la cavalleria ai lati, peccando però di profondità e di continuità nel dispiegamento dei suoi uomini.
Araújo Correia riuscì a far compiere rapidamente un'inversione di marcia ai suoi veterani; schierò alle ali la cavalleria e al centro la fanteria, rinforzando gli intervalli con tre compagnie di cacciatori, con lo scopo di impedire l'accerchiamento. L'attacco orientale si concentrò sulla destra luso-brasiliana, occupata dalle truppe scelte dei Volontari Reali, che riuscirono ad avere la meglio. In seguito la fanteria di Araújo Correia sfondò il centro dello schieramento orientale, procurando un gran numero di perdite alle truppe di Rivera. Dopo quattro ore di combattimento l'esercitò orientale si sbandò e intraprese una ritirata lasciando sul campo 250 morti e 38 prigionieri. I luso-brasiliani non perseguirono a lungo il nemico a causa della stanchezza della truppa e dei cavalli.

## Conseguenze
Nella battaglia di India Muerta fu sconfitto il più importante contingente orientale posto a difesa della Banda Oriental; i luso-brasiliani poterono in tal modo proseguire la loro marcia senza grossi impedimenti. Arrivata a Pan de Azúcar, la colonna di Araújo Correia poté congiungersi con quella del maresciallo di campo Bernardo da Silveira e accingersi ad assediare Montevideo.